# Maraton w Mediolanie
Maraton w Mediolanie – maratoński bieg uliczny rozgrywany co roku w Mediolanie, we Włoszech. Pierwsza edycja maratonu odbyła się 3 grudnia 2000 roku. Od początku w zawodach uczestniczyli zarówno mężczyźni, jak i kobiety.
Do 2008 roku impreza odbywała się jesienią, w 2009 roku maraton zdecydowano się przenieść na kwiecień 2010 roku i od tego czasu bieg odbywa się każdego roku w kwietniu.

## Lista zwycięzców
Lista zwycięzców:
| Edycja | Data                | Zwycięzca wśród mężczyzn  | Kraj       | Czas    | Zwyciężczyni wśród kobiet | Kraj    | Czas    |
| ------ | ------------------- | ------------------------- | ---------- | ------- | ------------------------- | ------- | ------- |
| 19     | 7 kwietnia 2019     | Titus Ekiru               | Kenia      | 2:04:46 | Vivian Kiplagat           | Kenia   | 2:22:25 |
| 18     | 8 kwietnia 2018     | Abdiwak Tura              | Etiopia    | 2:09:04 | Lucy Kabuu                | Kenia   | 2:27:02 |
| 17     | 2 kwietnia 2017     | Edwin Kipngetich Koech    | Kenia      | 2:07:13 | Sheila Chepkoech          | Kenia   | 2:29:52 |
| 16     | 3 kwietnia 2016     | Ernest Ngeno              | Kenia      | 2:08:15 | Brigid Kosgei             | Kenia   | 2:27:45 |
| 15     | 12 kwietnia 2015    | Kenneth Mburu Mungara     | Kenia      | 2:08:44 | Lucy Karimi               | Kenia   | 2:27:35 |
| 14     | 6 kwietnia 2014     | Francis Kiprop            | Kenia      | 2:08:53 | Visiline Jepkesho         | Kenia   | 2:28:40 |
| 13     | 7 kwietnia 2013     | Gemechu Worku             | Etiopia    | 2:09:25 | Monica Jepkoech           | Kenia   | 2:32:54 |
| 12     | 15 kwietnia 2012    | Daniel Too                | Kenia      | 2:08:39 | Irene Jerotich Kosgei     | Kenia   | 2:31:07 |
| 11     | 10 kwietnia 2011    | Solomon Busendich         | Kenia      | 2:10:38 | Marcella Mancini          | Włochy  | 2:41:24 |
| 10     | 11 kwietnia 2010    | Jafred Chirchir Kipchumba | Kenia      | 2:09:15 | Asnakech Mengitsu         | Etiopia | 2:25:50 |
| 9      | 23 listopada 2008   | Duncan Kibet              | Kenia      | 2:07:53 | Anna Incerti              | Włochy  | 2:27:42 |
| 8      | 2 grudnia 2007      | Evans Cheruiyot           | Kenia      | 2:09:16 | Pamela Chepchumba         | Kenia   | 2:25:36 |
| 7      | 8 października 2006 | Benson Kipchumba Cherono  | Kenia      | 2:07:57 | Askale Tafa               | Etiopia | 2:27:56 |
| 6      | 4 grudnia 2005      | Hélder Ornelas            | Portugalia | 2:09:59 | Hellen Jemaiyo Kimutai    | Kenia   | 2:28:48 |
| 5      | 28 listopada 2004   | Daniel Cheribo            | Kenia      | 2:08:38 | Rita Jeptoo               | Kenia   | 2:28:11 |
| 4      | 30 listopada 2003   | John Birgen               | Kenia      | 2:09:08 | Anne Jelagat Kibor        | Kenia   | 2:29:23 |
| 3      | 1 grudnia 2002      | Robert Kipkoech Cheruiyot | Kenia      | 2:08:59 | Margaret Okayo            | Kenia   | 2:24:59 |
| 2      | 2 grudnia 2001      | John Nada Saya            | Tanzania   | 2:08:57 | Alice Chelangat           | Kenia   | 2:26:36 |
| 1      | 3 grudnia 2000      | Simon Biwott              | Kenia      | 2:09:00 | Lucilla Andreucci         | Włochy  | 2:29:43 |